# Hertha
Hertha fou una deessa germànica que té els mateixos elements que la paraula d'origen germànic Earth i probablement era la deessa de la terra associada a una processó de carros cerimonials. Apareix com una femella, esposa de Thor, o com un mascle (llavors Herth o Herthus) amic de Thor. Segons l'historiador romà del segle I dC Tàcit  a la seva obra etnogràfica Germania com una "Mare Terra", tenia una cova sagrada en algun lloc de l'oceà a la que ningú es podia acostar; quan la deessa manifestava la seva presència els sacerdots feien grans celebracions.